# Пришибська сільська рада (Шишацький район)
Пришибська сільська рада — колишній орган місцевого самоврядування у Шишацькому районі Полтавської області з центром у селі Пришиб.

## Населені пункти
Сільраді були підпорядковані населені пункти:
- c. Пришиб
- с. Гнатенки
- с. Горішнє
- с. Коляди
- с. Криворучки
- с. Переводчикове